# Ouvrage du Simserhof
L'ouvrage du Simserhof [simsəʁof] est un ouvrage fortifié de la ligne Maginot, situé dans la commune de Siersthal (dans l'écart du Légeret, rue André-Maginot), dans le département de la Moselle.
C'est un gros ouvrage d'artillerie, comptant dix blocs. Construit de 1929 à 1936, l'ouvrage a été épargné par les combats de juin 1940, mais pas par ceux de novembre 1944.
L'ouvrage est désormais un site touristique, l'un des plus visités de la ligne Maginot.

## Position sur la ligne
Faisant partie du sous-secteur du Légeret, dans le secteur fortifié de Rohrbach, l'ouvrage du Simserhof, portant l'indicatif O 300, est intégré à la « ligne principale de résistance » entre les casemates CORF d'intervalle de Holbach à l'ouest et du Légeret à l'est, à portée de tir des canons du gros ouvrage du Schiesseck (O 350) à l'est.
Le gros ouvrage d'artillerie du Simserhof est la pièce maîtresse du secteur fortifié, entre la Sarre et les Vosges du Nord. Situé à 4 km à l'ouest de Bitche, l'ouvrage doit son nom à l'ancienne ferme du Simserhof qui se trouvait à proximité de l'ouvrage. Seize mois d'étude (du 7 juin 1929 au 16 septembre 1930) et trois réunions plénières de la CORF sont nécessaires pour mettre en place les plans de construction de cet ouvrage.

## Description
L'ouvrage est composé en surface de huit blocs de combat (regroupés en deux demi-ouvrages : blocs 1, 2 et 5 à l'ouest, blocs 7 et 8 au milieu, blocs 3, 4 et 6 à l'est) et de deux blocs d'entrée, avec en souterrain une caserne, une cuisine, des latrines, un poste de secours, des PC, des stocks d'eau, de gazole et de nourriture, des magasins à munitions (un M 1 et plusieurs M 2) et une usine électrique, le tout relié par des galeries profondément enterrées. L'énergie est fournie par quatre groupes électrogènes, composés chacun d'un moteur Diesel Sulzer 6 DD 22 (à six cylindres de 7 040 cm3 de cylindrée chacun, fournissant 240 ch à 500 tr/min) couplé à un alternateur, complétés par un petit groupe auxiliaire (un moteur CLM 1 PJ 65, de 8 ch à 1 000 tr/min) servant à l'éclairage d'urgence de l'usine et au démarrage pneumatique des gros Diesel. Le refroidissement des moteurs se fait par circulation d'eau.

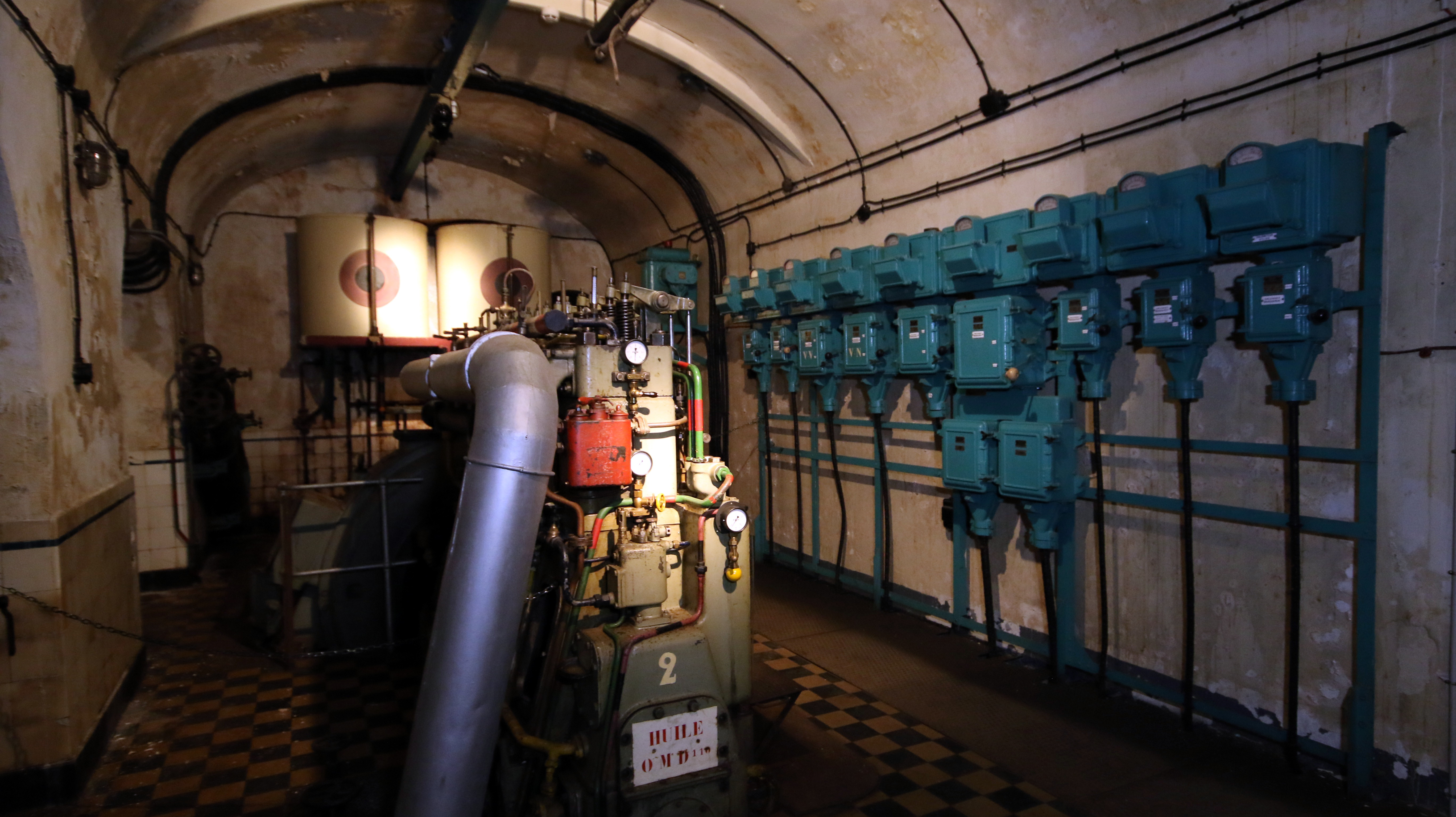
Un des groupes électrogènes de l'usine.
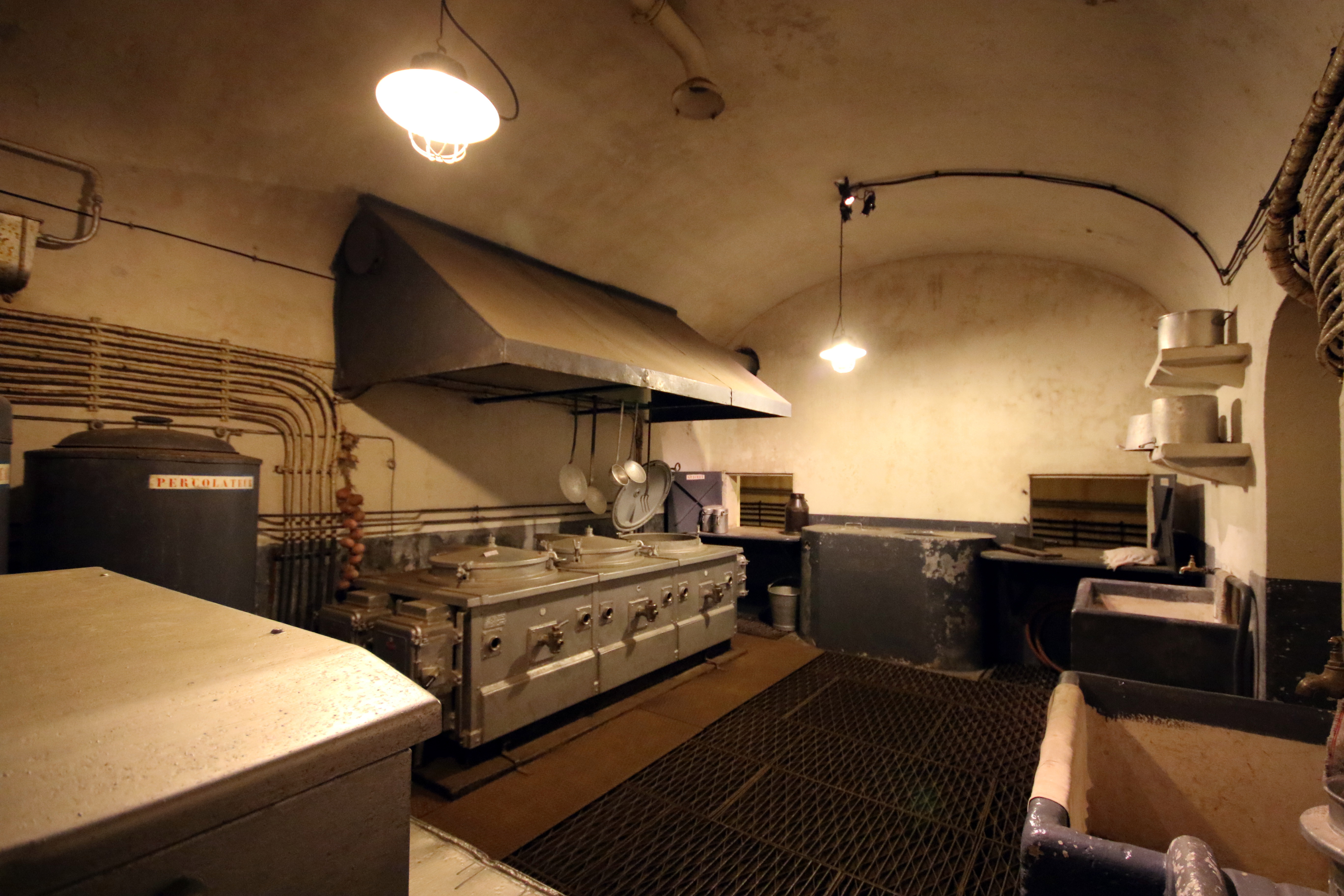
La cuisine.

Le bloc 1 est une casemate mixte d'artillerie et d'infanterie flanquant vers l'ouest, avec un créneau pour lance-bombe de 135 mm, un créneau mixte pour JM/AC 47 (jumelage de mitrailleuses et canon antichar de 47 mm), un autre créneau pour JM, une tourelle de mitrailleuses et une cloche GFM (guetteur fusil-mitrailleur).
Le bloc 2 est un bloc mixte d'artillerie et d'infanterie servant aussi d'observatoire, avec un créneau mixte pour JM/AC 47, un autre créneau pour JM, une tourelle de 81 mm, une cloche VDP (vue directe et périscopique, indicatif O 2) et une cloche GFM.
Le bloc 3 est un bloc mixte d'artillerie et d'infanterie, avec un créneau mixte pour JM/AC 47, un autre créneau pour JM, une tourelle de 81 mm et deux cloches GFM.
Le bloc 4 est une casemate mixte d'artillerie et d'infanterie, avec un créneau pour lance-bombe de 135 mm, un créneau mixte pour JM/AC 47, un autre créneau pour JM, une tourelle de mitrailleuses et une cloche GFM.

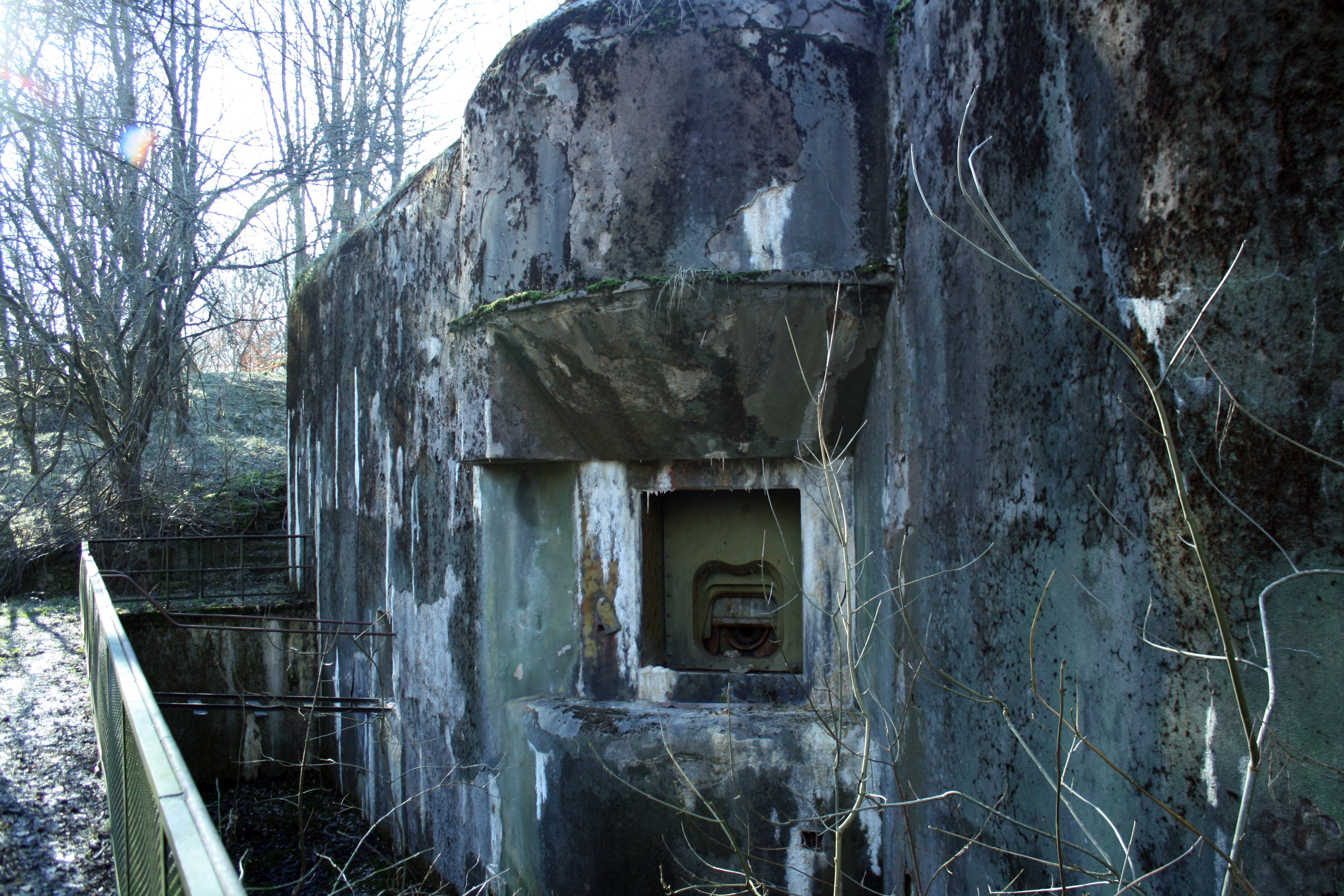
Créneau pour lance-bombe de 135 mm du bloc 4.
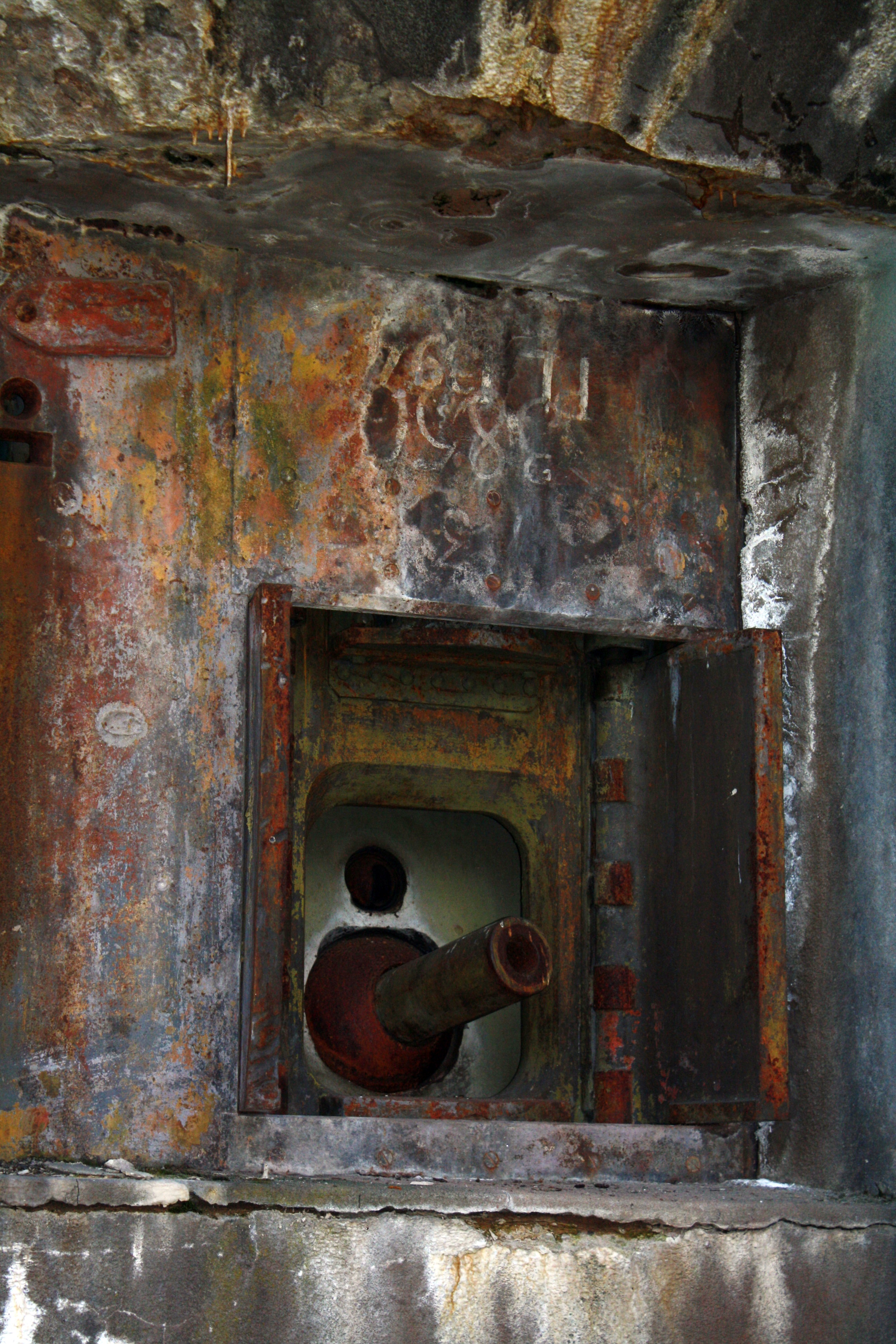
Créneau du 135 mm (bloc 4).
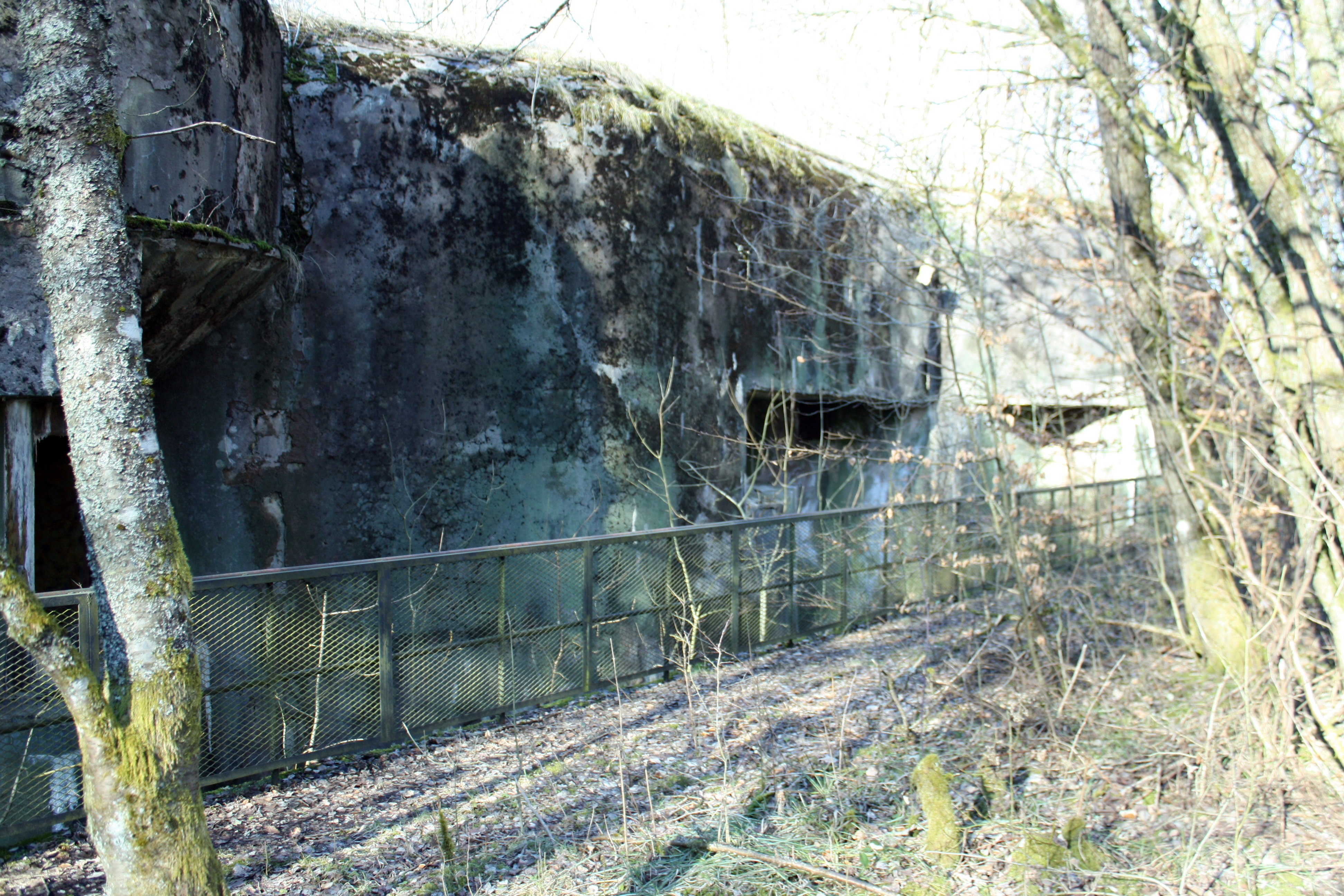
Façade du bloc 4.
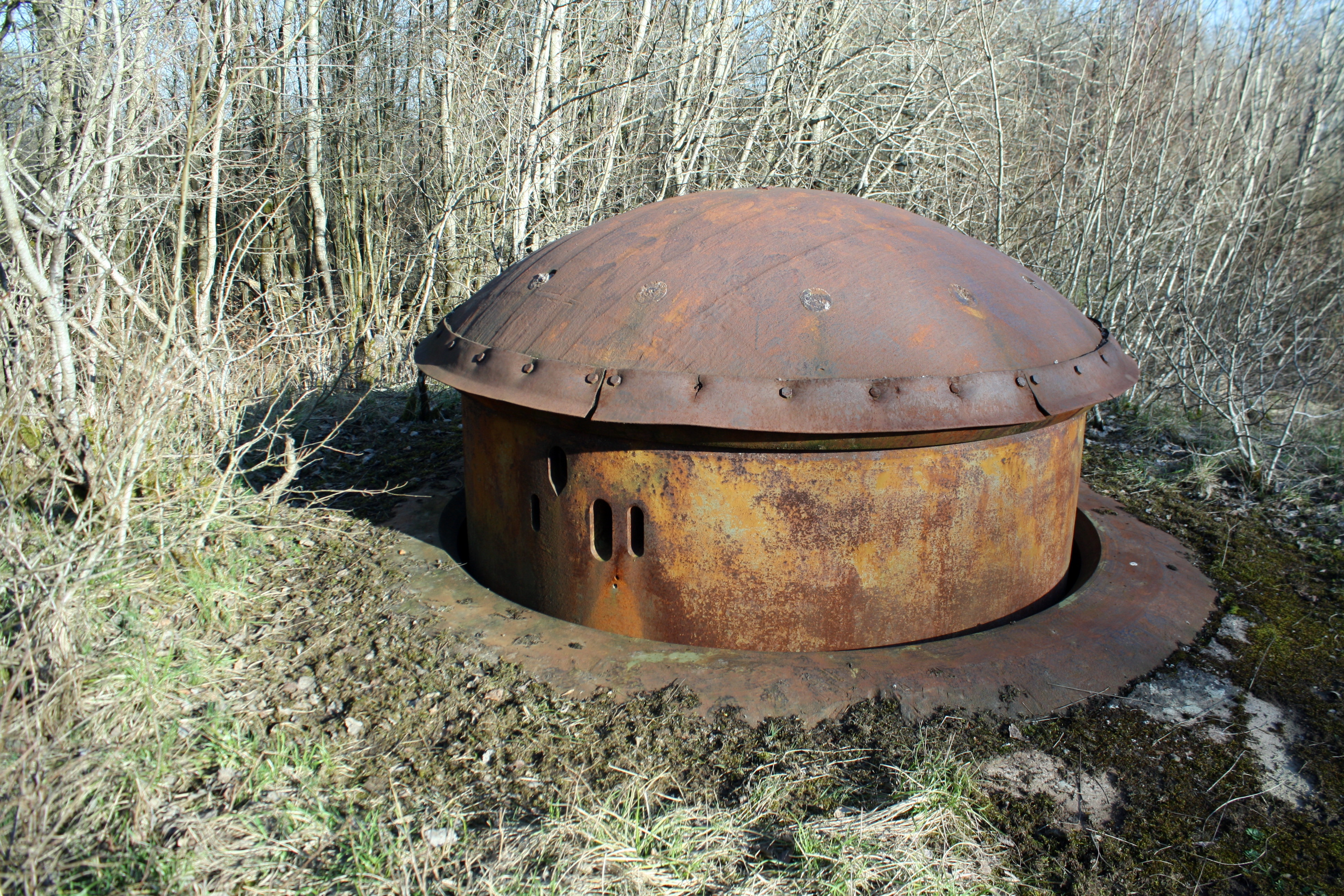
Tourelle de mitrailleuses (bloc 4).

Le bloc 5 est une casemate d'artillerie flanquant vers l'ouest, avec trois créneaux pour canon de 75 mm modèle 1932, une cloche VDP (indicatif O 3), deux cloches GFM et une cloche LG (lance-grenades).

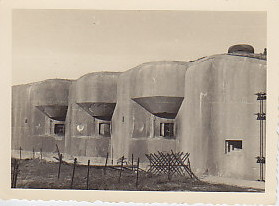
Ancienne vue du bloc 5, avec trois créneaux pour canon de 75 mm.
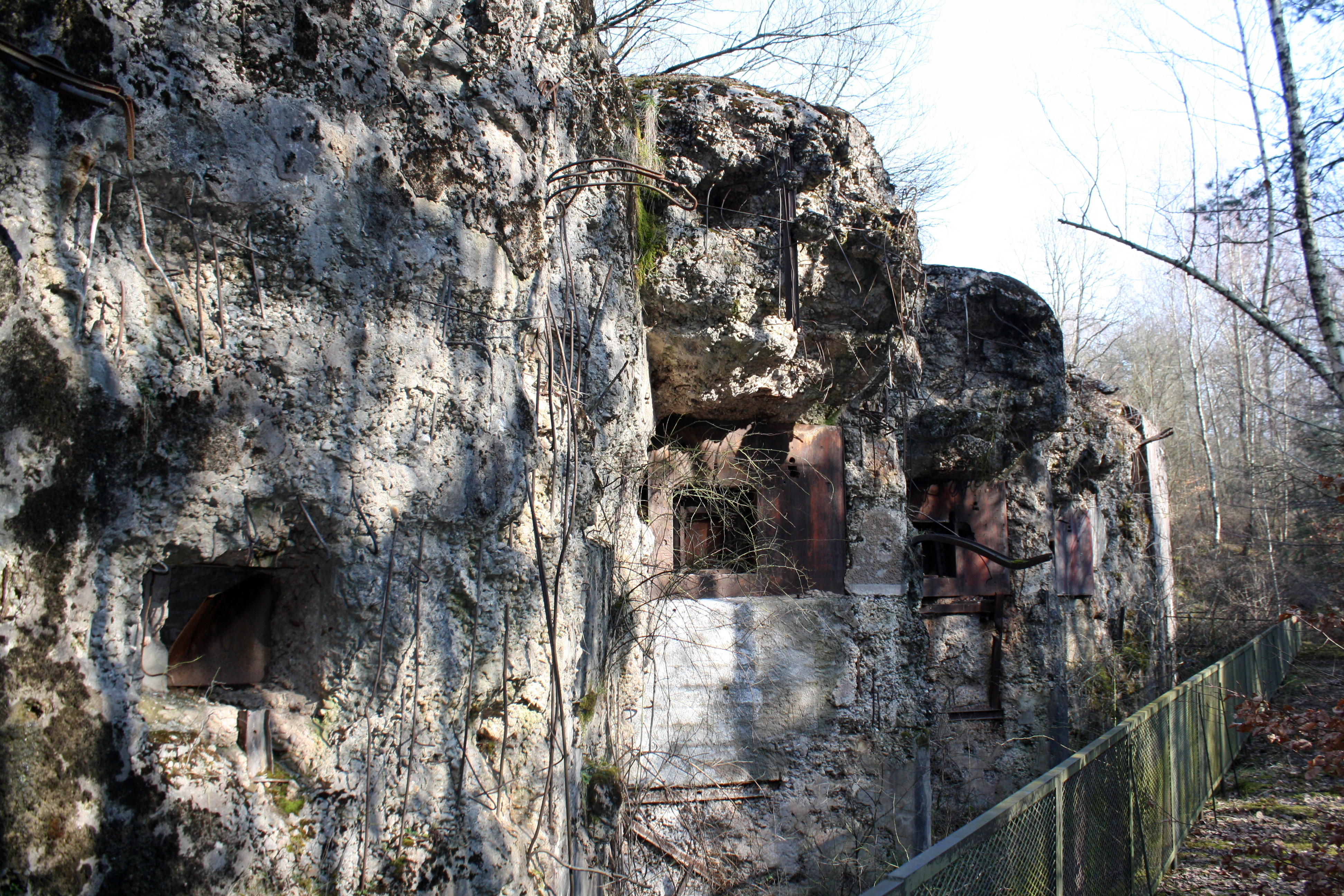
La façade martelée du bloc 5.
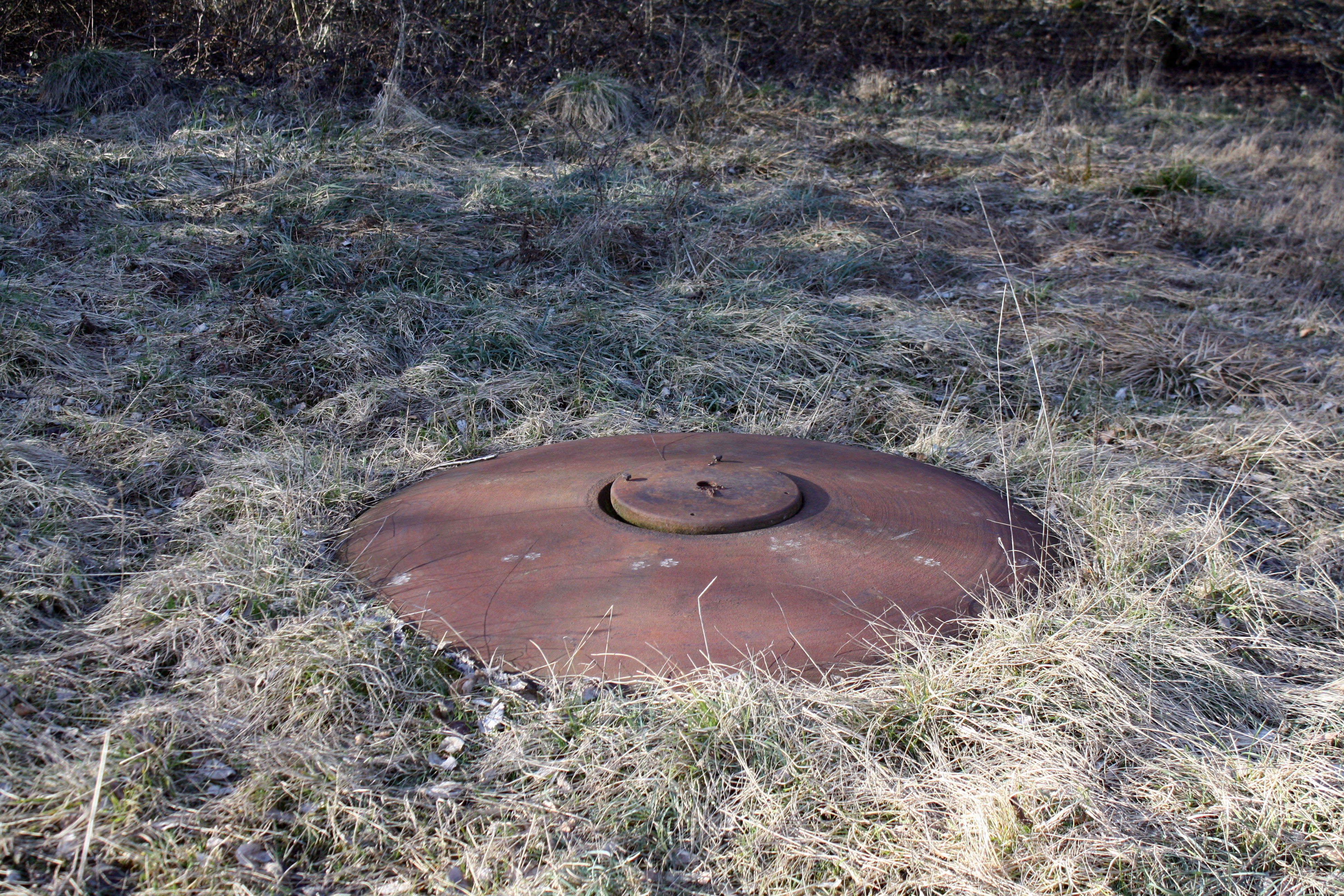
cloche LG (bloc 5).
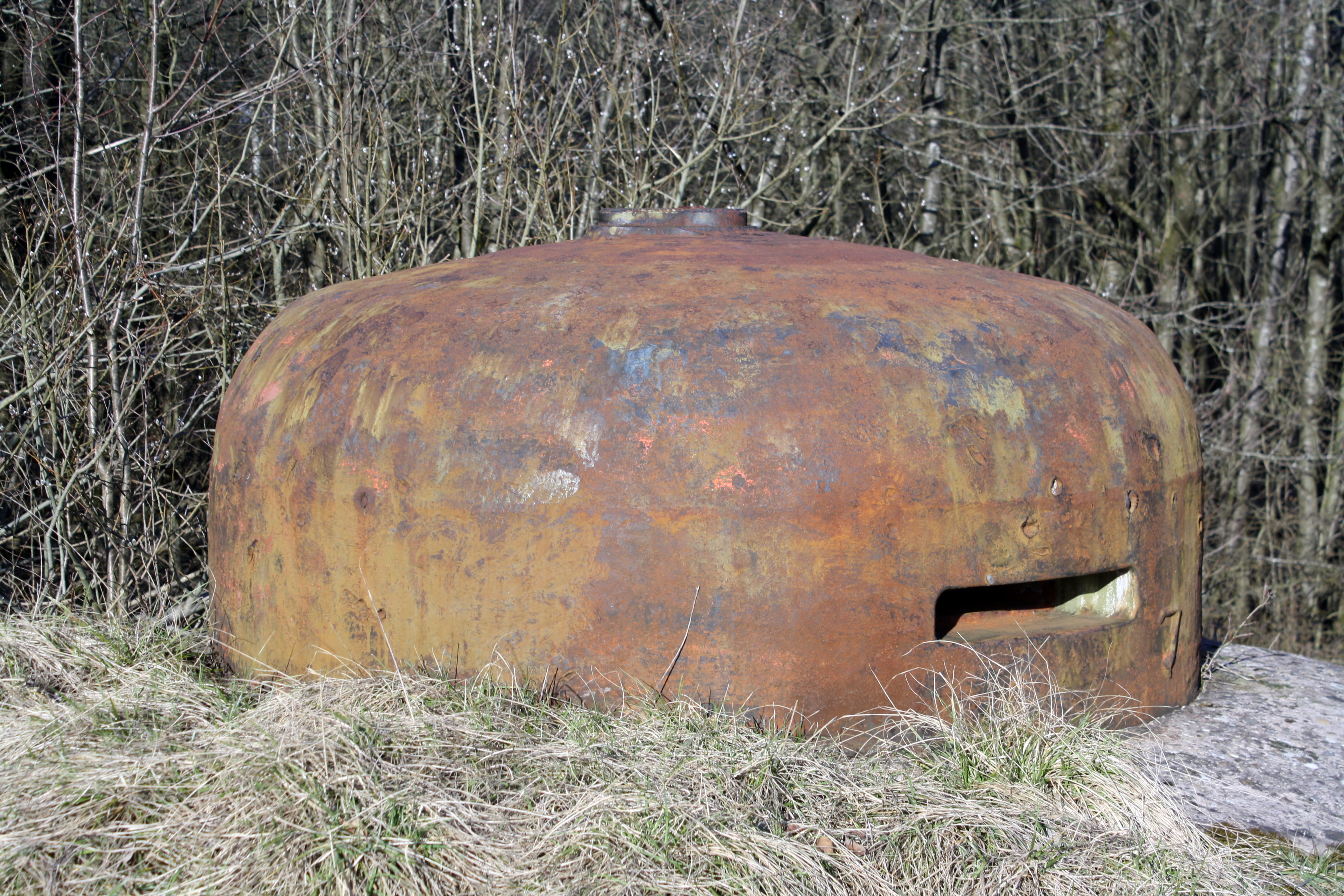
Cloche VDP (bloc 5).

Le bloc 6 est une casemate d'artillerie flanquant vers l'est, avec trois créneaux pour canons de 75 mm modèle 1932, une cloche VDP (indicatif O 1), deux cloches GFM et une cloche LG.

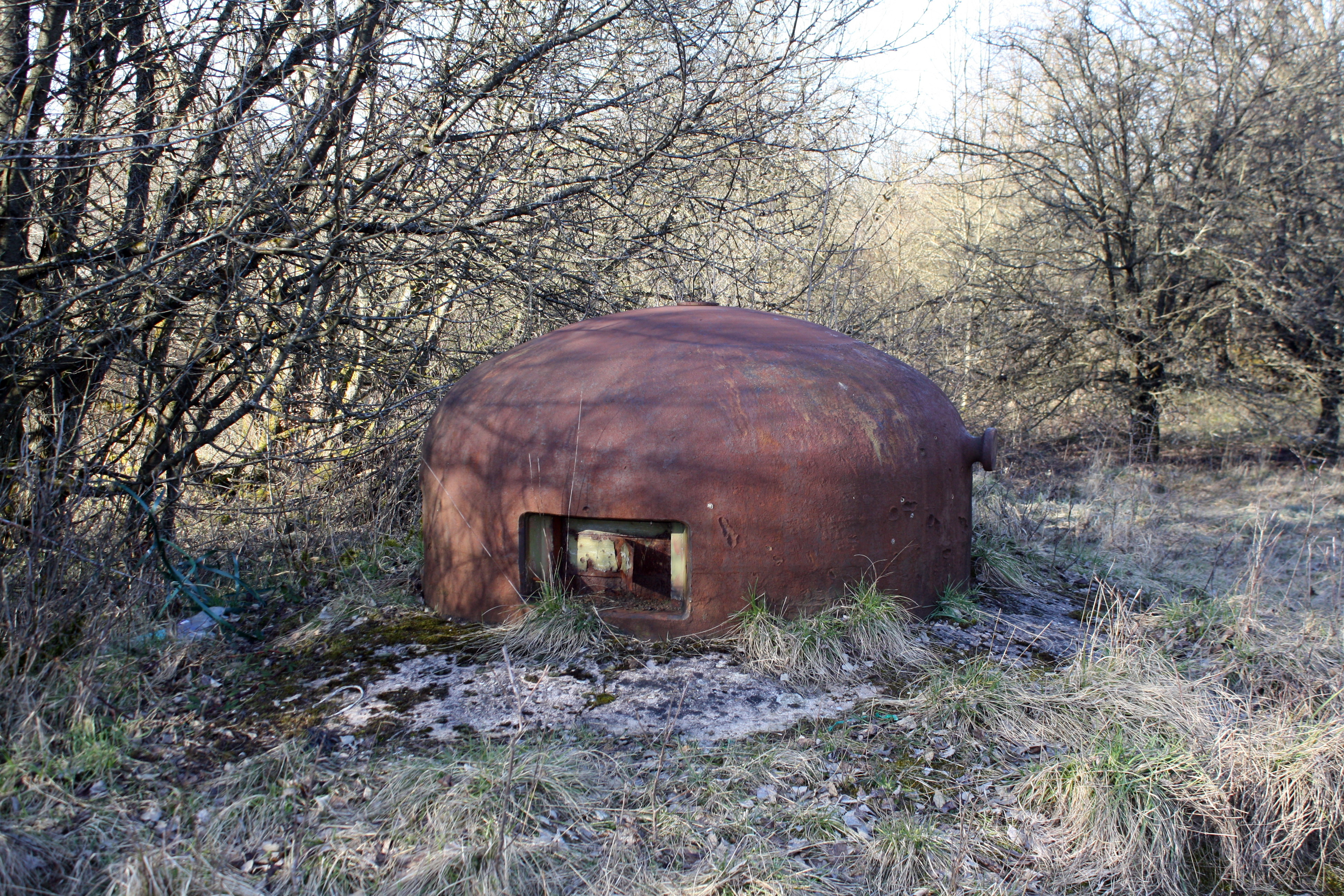
Cloche GFM (bloc 6).
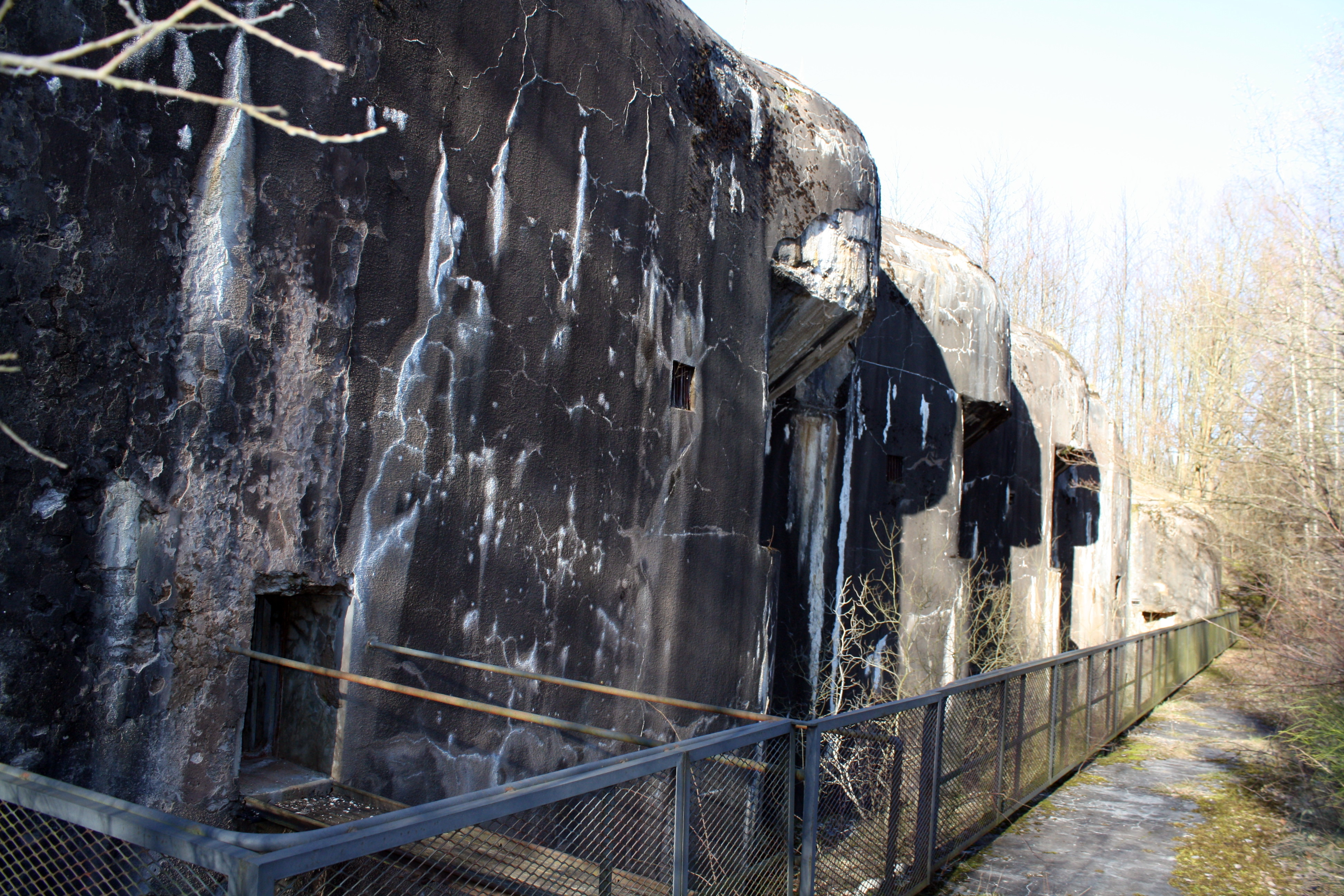
Façade du bloc 6.

Le bloc 7 est un bloc d'artillerie, avec une tourelle de 135 mm et deux cloches GFM.
Le bloc 8 est un bloc d'artillerie, avec une tourelle de 75 mm modèle 1933 et deux cloches GFM.

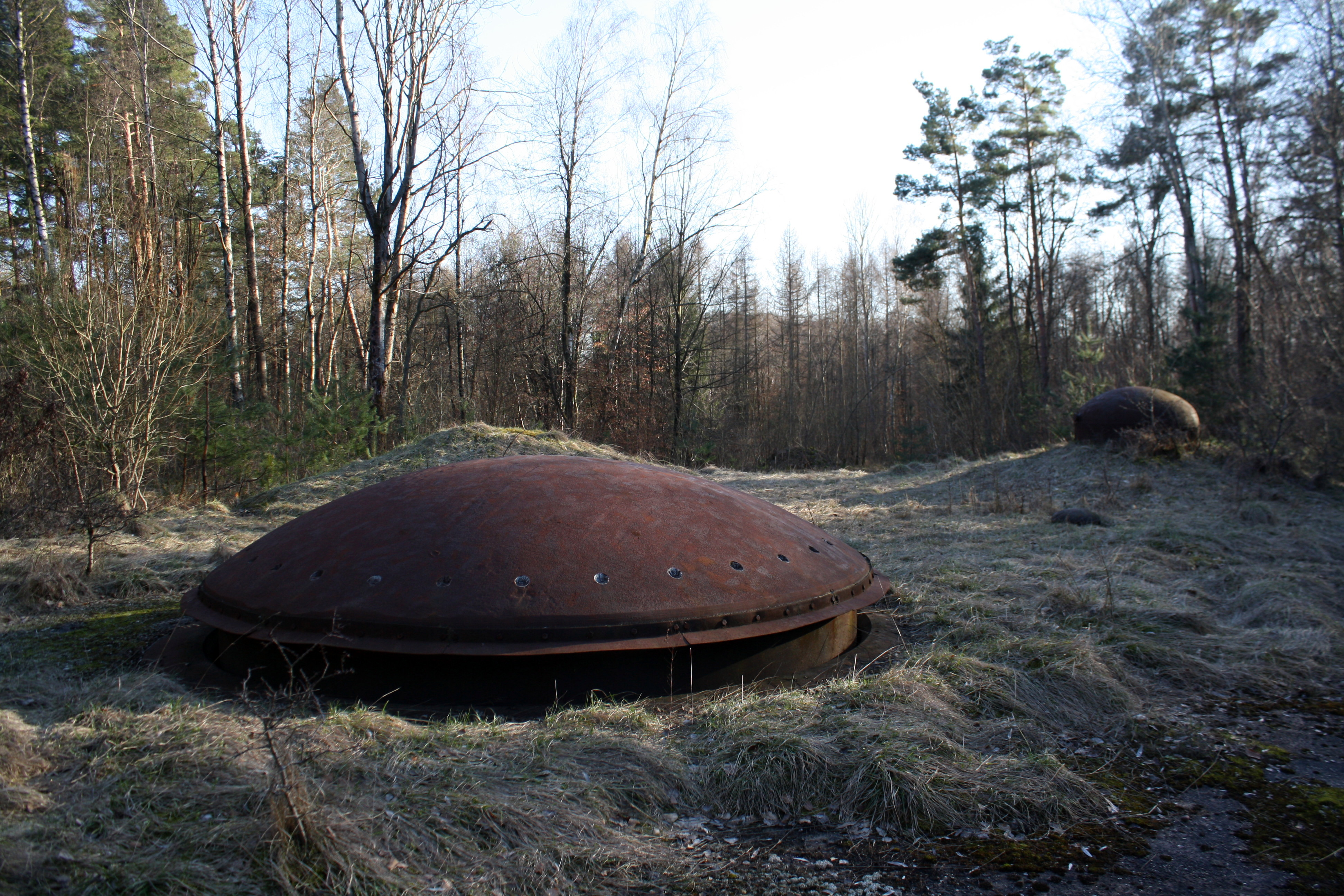
Dessus du bloc 8, avec sa tourelle de 75 mm.
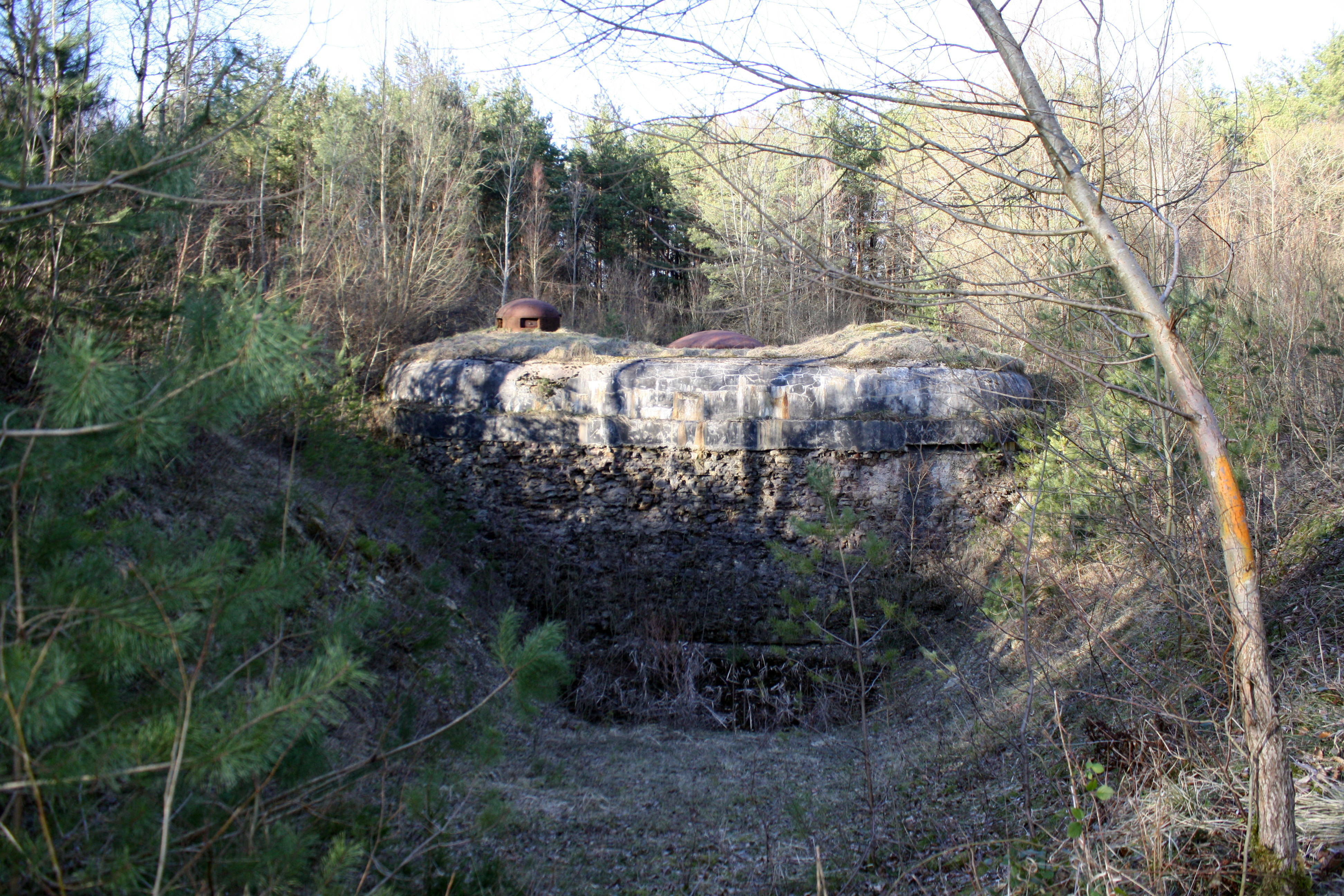
Fouille à côté du bloc 8.

L'entrée des hommes est en puits, armée avec deux créneaux mixtes pour JM/AC 47, deux cloches GFM et une cloche LG.
L'entrée des munitions est de type A de plain-pied, armée avec un créneau mixte pour AC/AC 47 et deux cloches GFM.

## La vie dans l'ouvrage
Le Simserhof était occupé par un équipage composé de 876 hommes, issus du 3e bataillon du 153e régiment d'infanterie de forteresse (RIF), du 7e bataillon du 155e régiment d'artillerie de position (RAP) et des éléments des 1er, 15e et 18e régiments du génie. On comptait 31 officiers, 105 sous-officiers et 740 soldats. Le commandement de l'ouvrage est confié au lieutenant-colonel Aumoitte, du 10 avril 1938 au 12 février 1940, puis c'est le lieutenant-colonel Mauvin qui prend en main l'ouvrage, avant de laisser sa place au lieutenant-colonel Bonlarron, à partir du 25 avril 1940. 
En temps de paix, les troupes d'active, affectées au Simserhof, étaient stationnées dans le casernement du Légeret, fraîchement sorti de terre et qui offrait des bâtiments neufs et confortables. L'état-major du régiment résidait à la caserne Jouart, à Bitche.
Une étroite cohabitation s'est instaurée entre les troupes de forteresse et les habitants de la région. Le 17 mai 1936, la ville de Bitche remet ses fanions au 153e régiment d'infanterie de forteresse et le 20 septembre 1936, c'est au tour des commerçants et du syndicat d'initiative de remettre leurs fanions aux batteries d'ouvrage.
La vie à l'intérieur de l'ouvrage était calquée sur celle des navires de guerre. Un service par quart rythmait la vie l'occupation des locaux :
- le quart de veille (durée de quatre heures) : le personnel devait assurer la permanence au téléphone, se tenir à proximité des pièces d'artillerie et armes automatiques en prévision d'une intervention immédiate ;
- le quart de piquet (durée de quatre heures) : le personnel était au repos dans le bloc (la nuit seulement) ou en corvée également dans le bloc. Éventuellement des travaux extérieurs pouvaient être réalisés ;
- le quart de renfort ou de repos (durée de 8 heures) : repos effectif dans les chambrées ;
- le quart disponible : personnel logé pendant 24 heures dans la caserne de l'ouvrage et mis à la disposition du major d'ouvrage.

Les troupes enfermées dans le fort n'avaient plus la notion du temps. La vie n'était pas réglée en fonction du jour et de la nuit mais par rapport aux heures de quart. Pendant la « drôle de guerre », le secteur était calme. Quotidiennement, des séances d'éducation physique avaient lieu. Les éléments non affectés à leur poste s'affairent dans les blocs à l'entraînement quotidien et à l'entretien.
Fin septembre, le commandement de l'ouvrage autorise l'équipage à prendre l'air devant la grille de l'entrée des munitions. Certains frontaliers, munis d'un sauf-conduit, peuvent même aller à Bitche afin de vérifier l'état de leur maison. Des mises au vert dans des villages proches étaient organisées et des exercices de tir rompaient l'attente quotidienne. À partir de fin novembre, des permissions de 10 jours étaient accordées par roulement.
Il n'y avait pas de rassemblement de tout l'équipage, excepté pendant la messe du dimanche, célébrée par le sergent Thiéry dans la gare du magasin à munitions M 1. Il était interdit de circuler dans les galeries. Des efforts furent déployés pour améliorer le quotidien des soldats. Au Simserhof, des fresques ornent les murs de la forteresse. Le soldat Romain Simon (1916-2007), décorateur de théâtre à l'Opéra de Paris, devenu un excellent illustrateur animalier, orna le foyer-bar, dans le casernement, de fresques représentant Blanche-Neige et les Sept Nains. Malgré ces efforts, la vie sous terre entraîne une sensation indéfinissable que les équipages vont appeler la « bétonite ». L'absence de lumière solaire, de différence entre le jour et la nuit, l'exigüité des locaux affectent le moral de ces soldats.

## Histoire

### Construction de l'ouvrage
Premier projet (7 juillet 1929)
Ce projet du colonel Frossard prévoit la construction d'un fort concentré de 5 blocs distants de 50 mètres en moyenne l'un de l'autre. L'ouvrage doit être entouré d'un fossé antichar avec des coffres de défense. L'entrée doit être édifiée dans un ravin arrière, avec une voie ferrée étroite (voie de 60).
Ce projet est examiné le 1er juillet 1929 par les généraux de la Commission d'organisation des régions fortifiées et de nombreuses objections sont formulées : ce projet nécessite de grands déboisements et la structure dispose d'un champ de tir insuffisant (les pentes trop fortes vers les vallées profondes de Schorbach et de la Horn sont mal battues par les canons de 75 mm ; la défense rapprochée manque de champ de tir vers la droite (est) et en avant (nord) ce qui provoque des angles morts exploitables par l'assaillant). Ce projet est rejeté et le 8 juillet 1929, une reconnaissance est effectuée sur le terrain pour trouver une solution à la construction de cette forteresse.
Second projet (12 juillet 1929)
Ce nouveau projet prévoit la construction de deux ouvrages distincts à 300 m l'un de l'autre et se flanquant mutuellement. Ce projet engendre l'augmentation des estimations mais est tout de même adopté par la CORF puis par le maréchal Pétain le 21 septembre 1929.
Le plan d'étude d'implantation est discuté de mars à septembre 1930. Quelques modifications sont adoptées au projet du 12 juillet 1929, ce qui engendre une nouvelle hausse des coûts. Le prix de la construction était estimé à 62 millions de francs de l'époque alors que les crédits étaient de 38 millions de francs.
Il est décidé de construire huit blocs bétonnés et l'entrée est dédoublée (une entrée des hommes et une entrée des munitions). La construction du Simserhof s'étale sur près de neuf ans, de 1929 à 1938. Le gros œuvre est réalisé de 1930 à 1933. 2 000 personnes sont engagées sur ces chantiers de jour comme de nuit. L'année 1933 marque la fin du gros œuvre. Une partie de l'équipement est mise en place (tourelles : blocs 3, 4 et 8).
En 1934, l'usine électrique, les monte-charges et les réseaux de câbles sont mis en place, ainsi que le réseau ferroviaire. En 1937, le champ de rails antichar continu est implanté et, à partir de 1938, l'ouvrage est prêt à fonctionner. Il aura coûté au total 118 millions de francs (30 millions d'euros).

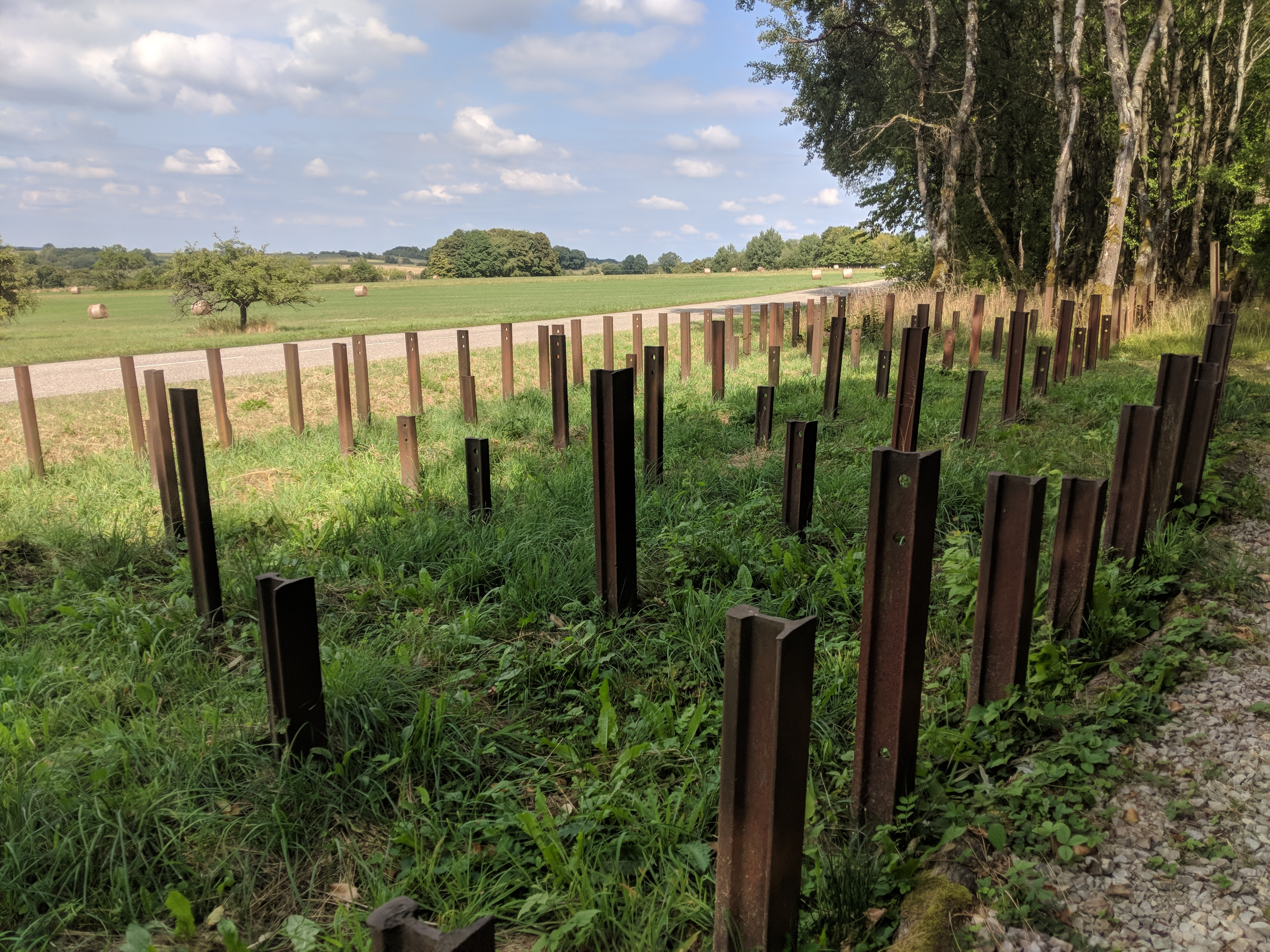
Champ de rails antichar

### Les combats du Simserhof
Le fort de Simserhof est commandé du 10 avril 1938 au 12 février 1940 par le lieutenant-colonel Gaston Aumoitte. Occupé en mars 1936, dans des conditions d'habitabilité relativement mauvaises, le Simserhof est à nouveau investi par les troupes de forteresse en septembre 1938 (Munich) et en mars 1939. La prochaine occupation sera la bonne. Le 21 août 1939, la mesure no 10 est décrétée (occupation des ouvrages). Vers 23 heures, l'active est à son poste et l'ouvrage est opérationnel. Le 24 août, les réservistes frontaliers ont un délai de 18 heures pour rejoindre les ouvrages. Ils arrivent à l'ouvrage du Simserhof où ils sont habillés et équipés.
Le 2 septembre, c'est la mobilisation générale et le 3, l'état de guerre est proclamé. Le Simserhof doit intervenir une première fois le 12 octobre : une tourelle de 75 intervient au profit des avant-postes installés à une dizaine de kilomètres en avant de la ligne fortifiée.

#### Juin 1940
Le 10 mai 1940, Hitler lance la Blitzkrieg à l'ouest, mais devant la ligne Maginot le front reste calme. Le 12 mai 1940, les avancées sont violemment bombardées et le Simserhof riposte pour appuyer les troupes françaises. Le 13 juin, les troupes d'intervalles se replient vers le Sud de la France. Le Simserhof doit d'abord protéger ces troupes, puis l'équipage devait quitter l'ouvrage en le sabotant. À partir du 15 juin, le Simserhof effectue des tirs de protection et le 16 juin 1940, le lieutenant-colonel Bonlarron comprend que le mouvement de retraite est quasi impossible. Il décide de ne plus saborder l'ouvrage et prend des dispositions pour soutenir un siège. Les Allemands approchent. À partir du 21 juin, l'artillerie du Simserhof est en action. Il faut éviter que l'ennemi se présente trop près de l'ouvrage du Welschhof. Le 22 juin 1940, le Simserhof assiste, impuissant, au drame du Haut-Poirier, qui doit se rendre avec cinq casemates et le 22 juin 1940, un armistice est signé entre le maréchal Pétain et une délégation allemande.
Le 24 juin, le vent change ; la situation du Welschhof se dégrade brutalement. Il doit se rendre. Ce même jour, le Simserhof doit protéger l'ouvrage de Rohrbach (le fort Casso) qui est attaqué par les Allemands. Le Simserhof aura tiré quelque 13 500 obus pour la protection de cet ouvrage.
Au soir du 24 juin, l'équipage du Simserhof apprend, par la radio suisse, l'armistice avec l'Italie, qui entraine l'application du cessez-le-feu avec les Allemands. Dans les clauses de l'armistice, l'article 7 prévoyait que les ouvrages doivent être remis intacts à l'autorité allemande. Le sort des équipages reste ambigu. Les Allemands tentent de négocier avec les ouvrages mais ils sont à chaque fois renvoyés. Les commandants d'ouvrages attendent un ordre de l'état-major français. Le 30 juin 1940, le lieutenant-colonel Simon vient apporter aux commandants d'ouvrage l'ordre de livrer leurs ouvrages aux vainqueurs. La rencontre a lieu au Grand-Hohékirkel.
Huit jours après l'armistice et cinq jours après le cessez-le-feu, le Simserhof dépose les armes et un détachement allemand rend les honneurs à l'équipage invaincu qui est emmené en captivité. Les Allemands sont maîtres de l'ouvrage. La maintenance est assurée par quelques officiers et techniciens de l'équipage.

Photos souvenirs allemandes
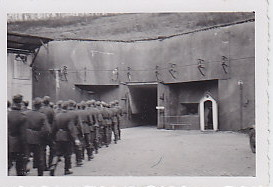
Devant l'entrée des munitions.
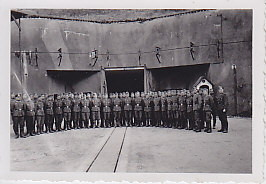
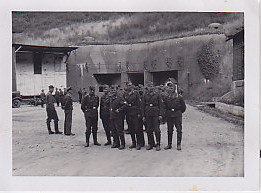
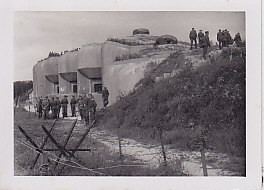
Devant le bloc 5.

#### Novembre 1944
L'ouvrage du Simserhof sert de stock de torpilles, pendant l'occupation. Fin novembre 1944, les Alliés (7th Army du général Alexander Patch) se heurtent à la résistance des Allemands, dans la région et à partir du 15 novembre, la 100th Division prend d'assaut le Simserhof.
Le bloc 5 du Simserhof est lourdement touché. Les Allemands abandonnent le Simserhof indéfendable, par une sortie de secours après avoir piégé les installations, dans la nuit du 19 au 20 novembre. Les troupes alliées occupent l'ouvrage mais dans les premiers jours de l'année 1945, Hitler lance sa contre-offensive l'opération Nordwind et les Américains sont contraints de quitter le fort. Le 15 mars 1945, les Américains reviennent, mais les Allemands ne peuvent utiliser le Simserhof.
Bitche est définitivement libérée le 16 mars 1945.

## Tourisme
Le Simserhof appartient encore à l'Armée française, mais il est visitable : le département de la Moselle et la commune de Bitche ont investi dans son aménagement touristique. Il est ouvert au public depuis le 11 juillet 2002 et membre du réseau des Grands sites de Moselle. Il s'agit d'un des ouvrages les plus visités de la ligne Maginot : il a attiré 39 879 personnes en 2014, 39 616 en 2013 et 39 160 en 2012.